# Peromyscus polionotus
El ratón de playa (Peromyscus polionotus) es una especie de roedor nocturno de la familia Cricetidae. Se encuentra en el sudeste de los Estados Unidos en playas arenosas, en campos de maíz y algodón, en hileras de setos y en depósitos de madera abiertos. La coloración varía en función de la ubicación geográfica; las poblaciones del interior son generalmente de color leonado, mientras que las poblaciones costeras son más claras o blancas. El ratón come semillas, frutos y, ocasionalmente, insectos, y vive y cría sus tres o cuatro crías (a la vez) en una madriguera sencilla. El destete se produce a los 20-25 días, y las hembras pueden aparearse a los 30 días de edad. Los depredadores son aquellos que se alimentan de pequeños mamíferos. Un individuo vivió en cautiverio durante unos cinco años. Este ratón no preocupa a los conservacionistas porque es abundante y está muy extendido, y no existen grandes amenazas para la especie en su conjunto, pero varias subespecies con pequeñas distribuciones están en peligro o incluso extintas. 

## Distribución y hábitat
Peromyscus polionotus sólo está presente en el sudeste de los Estados Unidos desde el centro de Alabama, el centro-sur de Tennessee, el oeste de Carolina del Sur, el noreste de Misisipi y Georgia hasta la costa del Golfo y a través del oeste y la mayor parte de la Florida peninsular.
Los ratones prefieren los campos arenosos y las playas, pero eligen campos de maíz y algodón, y de vez en cuando setos y áreas abiertas que contengan madera. El cultivo de la tierra y el desarrollo de las playas amenazan su hábitat. Se han registrado poblaciones de hasta seis por acre.

## Descripción
El ratón tiene partes superiores de color leonado y partes inferiores de color gris a blanco en la mayor parte de su área de extensión, pero en las playas de arena blanca, el ratón es claro o incluso blanco. Las poblaciones interiores son más oscuras y más pequeñas con colas más cortas que son oscuras por arriba y blancas por abajo. El color general del cuerpo y de la cola puede variar ligeramente dependiendo de la ubicación geográfica.
| Medidas (20 adultos de Alabama, Florida y Georgia) | Medidas (20 adultos de Alabama, Florida y Georgia) |
| -------------------------------------------------- | -------------------------------------------------- |
| Longitud                                           | 127 mm ( 122- 138 mm )                             |
| Cola                                               | 47 mm ( 40 - 51 mm )                               |
| Pata trasera                                       | 16.5 mm ( 15 - 18 mm)                              |
| Peso                                               | 8 - 19 g                                           |
| Número diploide                                    | 48                                                 |
| Fórmula dental                                     | {\displaystyle {\tfrac {1.0.0.3}{1.0.0.3}}} = 16   |

## Comportamiento
El ratón es principalmente nocturno.

### Dieta
P. polionotus es omnívoro y su dieta principal son las semillas estacionales de los pastos y hierbas silvestres, pero pueden consumir moras, bellotas y guisantes silvestres. También consume insectos como escarabajos, saltamontes y hormigas.  Las poblaciones de las playas consumen los frutos y las semillas de la avena marina y se alimentan de invertebrados cuando las semillas son escasas.

### Madriguera
El ratón de playa excava y deja montículos de tierra alrededor de la entrada de la madriguera. La madriguera desciende desde la entrada por un espacio y luego se nivela con un nido en su extremo. Una rama de la madriguera puede extenderse sobre el nido a solo unos centímetros debajo de la superficie como una salida de emergencia. Si la madriguera es perturbada, el ratón "explota" a través de la arena por la salida y sale corriendo. El ratón cierra cualquier madriguera en caso de fuertes lluvias si amenaza con una inundación. A veces las arañas, serpientes y otras especies entran en las madrigueras.

### Reproducción
Los ratones son monógamos. La gestación dura de 23-24 días, posiblemente 25-31 si la madre sigue amamantando a una camada anterior. El tamaño medio de la camada es de tres o cuatro. Cuando el nacimiento es inminente, la hembra asume una posición en cuclillas y puede elevarse a una posición más erguida a medida que nacen las crías. Puede ayudar al nacimiento tirando suavemente de las crías con sus patas delanteras. También puede extraer la placenta  de la misma manera. Luego se la come. El cordón umbilical se rompe al tirar o masticar o cuando la placenta es consumida. Los partos suelen ocurrir durante el día y normalmente duran varios minutos o incluso una hora.
| Reproducción              | Reproducción      |
| ------------------------- | ----------------- |
| Madurez sexual ( hembra ) | 30 días           |
| Gestación                 | 23 – 24 días      |
| Tamaño de la camada       | 3 – 4 (vivíparos) |
| Peso al nacer             | 1.1 - 2.2 g       |
| Destete                   | 20 – 25 días      |
| Peso adulto               | 8 - 10 g          |

Los recién nacidos, de color rosado, suelen ser lavados por la madre después de parir la última cría y pesan entre 1,1 y 2,2 g. El pabellón auricular se eleva en 3-5 días, los incisivos inferiores hacen erupción en 6-7 días, y los ojos se abren a los 10-16 días. El destete es gradual y se produce en 20-25 días. El primer celo puede ocurrir al mes de nacer y la primera camada a los 53 días de edad. El pelaje juvenil es gris. A la semana, los jóvenes pesan 4 g , a las tres semanas 6-7 g y a las cinco semanas 8-10 g. Los jóvenes de un estudio se dispersaron 430 m antes de establecer sus hogares.

### Supervivencia
Los depredadores son aquellos que se alimentan de pequeños mamíferos, incluyendo los gatos domésticos. Los parásitos encontrados en ratones de Florida fueron seis especies de nematodos, una de trematodos y acantocéfalos, y dos de pulgas Un ratón sobrevivió en cautiverio 5,5 años.

## Conservación
La UICN clasifica a la especie como de menor preocupación porque está extendida y es abundante, y no existen amenazas importantes para la especie en este momento (2010). Se encuentra en muchas zonas protegidas. 
De las 16 subespecies, ocho que viven en la costa son motivo de preocupación para la conservación. Las ocho subespecies tienen distribuciones restringidas y están amenazadas por la pérdida de hábitat y las presiones asociadas debido al turismo y el cultivo de nuevas tierras. 
- P. p. decoloratus está extinto;
- P. p. trissyllepsis  está en peligro crítico;
- P. p. allophrys, P. p. ammobates , P. p. peninsularis y P. p. Phasma  se consideran en peligro de extinción;
- P. p. leucocephalus y P. p. niveiventris  están casi amenazados.[1]

## Trabajos citados
- Linzey, A. V. & G. Hammerson, G. (2008), Peromyscus polionotus, IUCN, consultado el 10 de febrero de 2010.
- Peromyscus polionotus, Human Ageing Genomic Resources, consultado el 10 de febrero de 2010.
- Whitaker, John O., Jr.; Hamilton, William J., Jr. (1998), Mammals of the Eastern United States (3 edición), Ithaca, NY: Cornell University Press, ISBN 0-8014-3475-0.
- Wooten, Michael C., Peromyscus polionotus: Oldfield mouse, Auburn University, SC, archivado desde el original el 13 de junio de 2010, consultado el 11 de febrero de 2010.

- Datos: Q575053
- Multimedia: Peromyscus polionotus / Q575053
- Especies: Peromyscus polionotus